# Електроакустична гітара

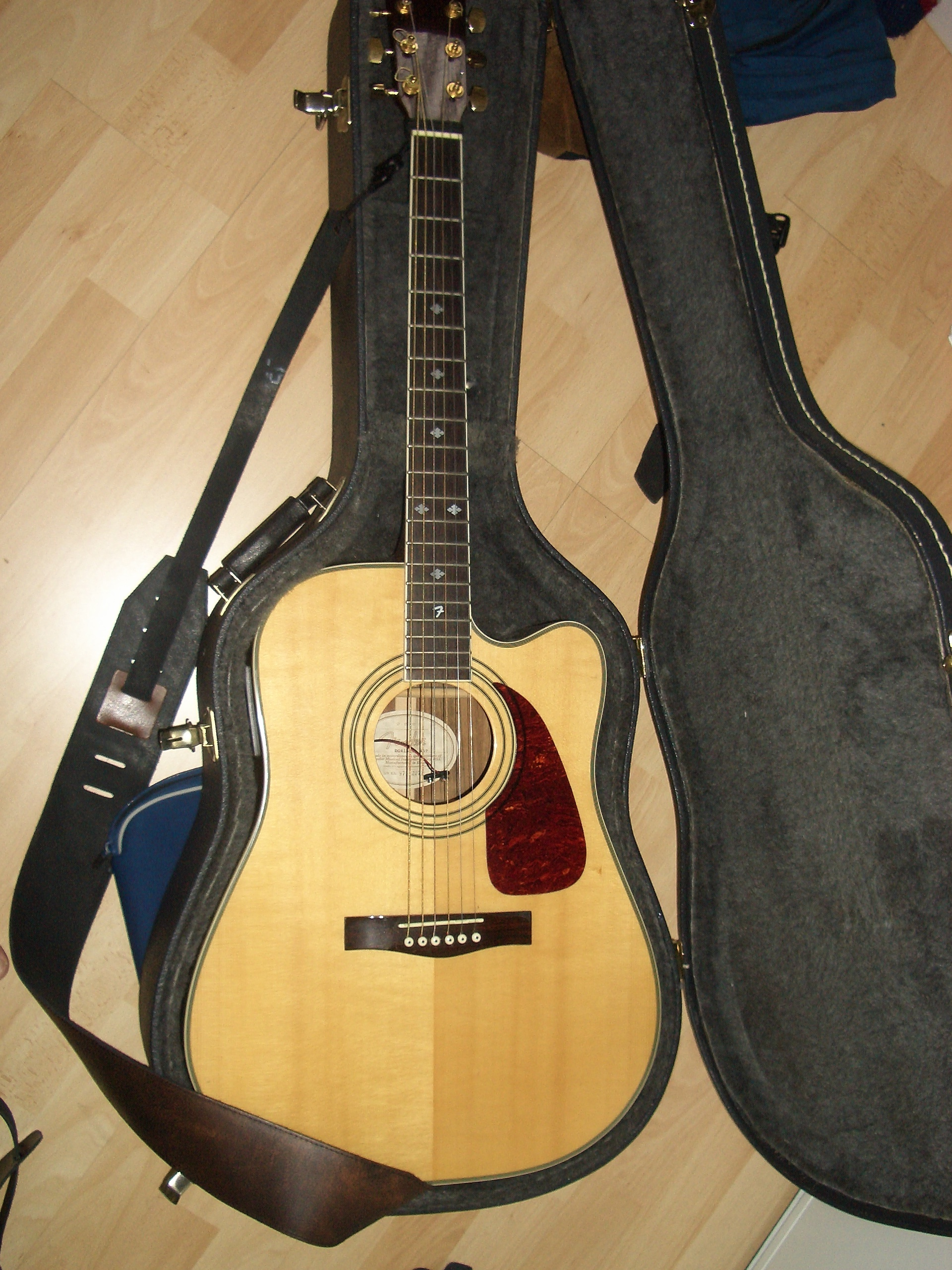
Гітара Fender DG-41SCE.

Електроакустична гітара (англ. electroacoustic guitar) — струнний музичний інструмент, схожий на класичну та акустичну гітару, який відтворює звуки цих гітар. Відрізняється тим, що має попередній підсилювач, як і бас- та електрогітари. Електронний датчик знаходиться під струнами та перетворює механічні коливання струн в електричні імпульси, які й посилаються до підсилювача.

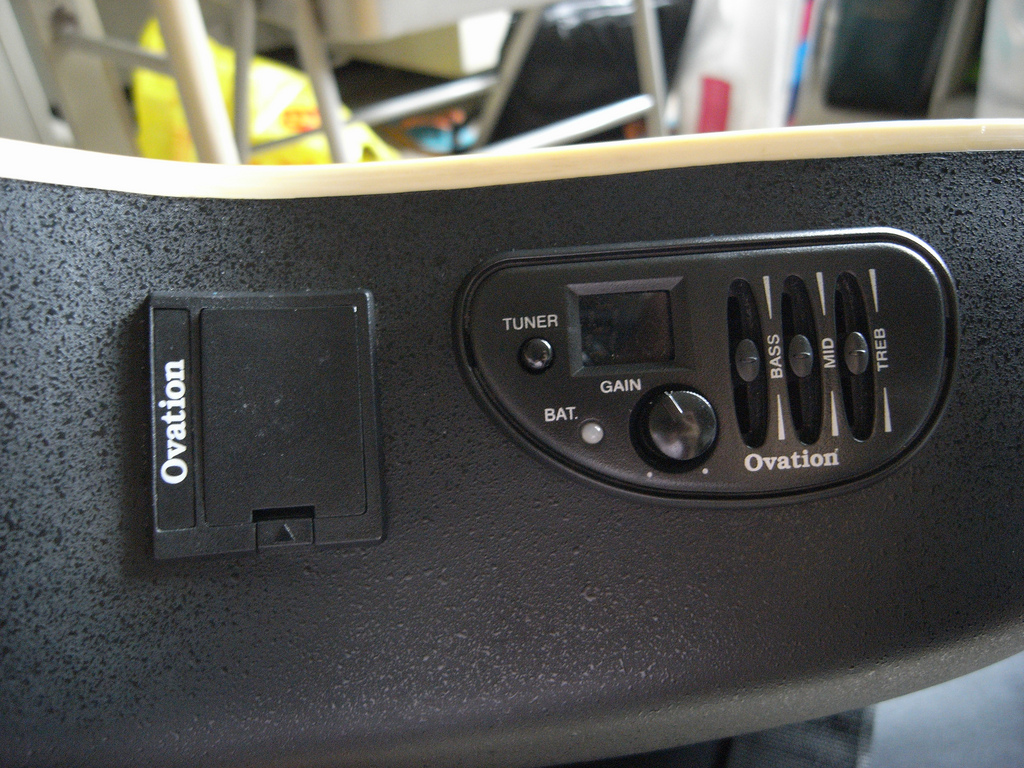
Попередній підсилювач з еквалайзером і тюнером

Електроакустична гітара складається з таких самих частин, як і акустична. Але, окрім того, ще має звукознімач, передпосилювач і вихід для підключення гітари (найчастіше, XLR-роз'єм). Такі гітари користуються популярністю і використовуються тоді, коли звуку звичайної акустичної гітари недостатньо.